# Felicia Spencer
Felicia Dawn Spencer (Montreal, Quebec, Canadá, 20 de noviembre de 1990) es una ex artista marcial mixta canadiense. Fue Campeona de Peso Pluma de Invicta FC y compitió en la división de peso pluma de Ultimate Fighting Championship.

## Primeros años
Nació en Montreal, Quebec, y se trasladó a Englewood, Florida, con su familia cuando era niña, donde más tarde se graduó en la Escuela Secundaria Lemon Bay. Junto con sus hermanos mayores, comenzó a entrenar en taekwondo a la edad de cuatro años. A los doce años, empezó a entrenar jiu-jitsu brasileño y cinco años después añadió el kick boxing a su entrenamiento. Pasó a entrenar en MMA cuando se unió a Jungle MMA en 2009, cuando se trasladó a Orlando para asistir a la Universidad de Florida Central.

## Carrera de artes marciales mixtas

### Carrera temprana
Comenzó su carrera amateur en 2012. Tras ganar el primer torneo "Tuff-N-Uff Future Stars of MMA" donde sometió a Leanne Foster y noquear a Jessica Eve Richer en el segundo "Tuff-N-Uff Xtreme", acumulando un récord de 5-1, Invicta FC la fichó en 2015.

### Invicta Fighting Championships
Hizo su debut en la promoción el 12 de septiembre de 2015 en Invicta FC 14: Evinger vs. Kianzad contra Rachel Wiley. Ganó el combate por TKO en el primer asalto.
Su siguiente combate llegó más de dieciocho meses después, el 25 de marzo de 2017 en Invicta FC 22: Evinger vs. Kunitskaya 2. Se enfrentó a Madison McElhaney en un combate de peso pluma y ganó el combate por decisión unánime.
Se enfrentó a Amy Coleman el 15 de julio de 2017 en Invicta FC 24: Dudieva vs. Borella. Ganó el combate por sumisión en el primer asalto.
Se enfrentó a Akeel Al-Hameed el 13 de enero de 2018 en Invicta FC 27: Kaufman vs. Kianzad. Ganó el combate por decisión unánime.
Se enfrentó a Helena Kolesnyk el 21 de julio de 2018 en Invicta FC 30: Frey vs. Grusander. Ganó el combate por sumisión en el segundo asalto.
Se enfrentó a Pam Sorenson el 16 de noviembre de 2018 en Invicta FC 32: Spencer vs. Sorenson por el vacante Campeonato de Peso Pluma de Invicta. Ganó el combate por sumisión en el cuarto asalto.

### Ultimate Fighting Championship
Firmó con la UFC en marzo de 2019 después de compilar un récord invicto de 6-0 compitiendo en Invicta FC.
Debutó en la UFC el 18 de mayo de 2019 contra Megan Anderson en UFC Fight Night: dos Anjos vs. Lee. Ganó el combate por sumisión en el primer asalto.
Se enfrentó a Cris Cyborg el 27 de julio de 2019 en UFC 240. Perdió el combate por decisión unánime.
Se enfrentó a Zarah Fairn Dos Santos el 29 de febrero de 2020 en UFC Fight Night: Benavidez vs. Figueiredo. Ganó el combate por TKO en el primer asalto.
Se esperaba que se enfrentara a la campeona Amanda Nunes el 9 de mayo de 2020 en UFC 250. Sin embargo, el 9 de abril, el presidente de la UFC, Dana White, anunció que este evento se posponía y el combate finalmente tuvo lugar el 6 de junio de 2020 en UFC 250.
 Perdió el combate por decisión unánime.
Se esperaba que se enfrentara a Danyelle Wolf el 22 de mayo de 2021 en UFC Fight Night: Font vs. Garbrandt. Sin embargo, Wolf se retiró del combate a principios de mayo debido a una lesión no revelada y fue sustituida por Norma Dumont. Perdió el combate por decisión dividida.
Se enfrentó a Leah Letson el 13 de noviembre de 2021 en UFC Fight Night: Holloway vs. Rodríguez. Ganó el combate por TKO en el tercer asalto.
El 2 de diciembre de 2021 anunció su retiro de la competición profesional de MMA.

## Vida personal
Se graduó en la Escuela Secundaria Lemon Bay antes de obtener un título de la Universidad de Florida Central. Trabaja como profesora de álgebra de sexto grado en la Escuela Virtual de Florida.

## Récord en artes marciales mixtas
| Resultado | Record | oponente               | método                                 | Evento                                    | Fecha                    | Ronda | Tiempo | Lugar                 | Notas                                                   |  |
| Victoria  | 9-3    | Leah Letson            | TKO (puñetazos)                        | UFC Fight Night: Holloway vs. Rodríguez   | 13 de noviembre de 2021  | 3     | 4:25   | Las Vegas, Nevada     | Último combate profesional.                             |  |
| Derrota   | 8-3    | Norma Dumont           | Decisión (dividida)                    | UFC Fight Night: Font vs. Garbrandt       | 22 de mayo de 2021       | 3     | 5:00   | Las Vegas, Nevada     |                                                         |  |
| Derrota   | 8-2    | Amanda Nunes           | Decisión (unánime)                     | UFC 250                                   | 6 de junio de 2020       | 5     | 5:00   | Las Vegas, Nevada     | Por el Campeonato Femenino de Peso Pluma de la UFC.     |  |
| Victoria  | 8-1    | Zarah Fairn Dos Santos | TKO (puñetazos y codazos)              | UFC Fight Night: Benavidez vs. Figueiredo | 29 de febrero de 2020    | 1     | 3:37   | Norfolk, Virginia     |                                                         |  |
| Derrota   | 7-1    | Cris Cyborg            | Decisión (unánime)                     | UFC 240                                   | 27 de julio de 2019      | 3     | 5:00   | Edmonton, Alberta     |                                                         |  |
| Victoria  | 7-0    | Megan Anderson         | Sumisión (estrangulamiento por detrás) | UFC Fight Night: dos Anjos vs. Lee        | 18 de mayo de 2019       | 1     | 3:24   | Rochester, Nueva York |                                                         |  |
| Victoria  | 6-0    | Pam Sorenson           | Sumisión (estrangulamiento por detrás) | Invicta FC 32: Spencer vs. Sorenson       | 16 de noviembre de 2018  | 4     | 4:23   | Shawnee, Oklahoma     | Ganó el vacante Campeonato de Peso Pluma de Invicta FC. |  |
| Victoria  | 5-0    | Helena Kolesnyk        | Sumisión (estrangulamiento por detrás) | Invicta FC 30: Frey vs. Grusander         | 21 de julio de 2018      | 2     | 1:47   | Kansas City, Misuri   | Actuación de la Noche.                                  |  |
| Victoria  | 4-0    | Akeela Al-Hameed       | Decisión (unánime)                     | Invicta FC 27: Kaufman vs. Kianzad        | 13 de enero de 2018      | 3     | 5:00   | Kansas City, Misuri   | Pelea de la Noche.                                      |  |
| Victoria  | 3-0    | Amy Coleman            | Sumisión (estrangulamiento por detrás) | Invicta FC 24: Dudieva vs. Borella        | 15 de julio de 2017      | 1     | 3:17   | Kansas City, Misuri   | Actuación de la Noche.                                  |  |
| Victoria  | 2-0    | Madison McElhaney      | Decisión (unánime)                     | Invicta FC 22: Evinger vs. Kunitskaya II  | 25 de marzo de 2017      | 3     | 5:00   | Kansas City, Misuri   | Debut en el peso pluma.                                 |  |
| Victoria  | 1-0    | Rachel Wiley           | TKO (codazos y puñetazos)              | Invicta FC 14: Evinger vs. Kianzad        | 12 de septiembre de 2015 | 1     | 3:32   | Kansas City, Misuri   | Debut en el peso ligero.                                |  |